# IC 1716
IC 1716 ist ein Objekt im Sternbild Cetus. Es wurde am 29. Oktober 1897 von Guillaume Bigourdan entdeckt und in den Index-Katalog aufgenommen. die Natur dieses Objekts ist nicht gesichert, weil der Eintrag zu mehreren Objekten an dieser Position passt.